# 오누마역
오누마역(일본어: 大沼駅 오오누마에키[*])은 일본 홋카이도 가메다 군 나나에정에 있는 홋카이도 여객철도 하코다테 본선의 철도역이다.

## 역 구조
2면 3선의 승강장이 있는 지상역이다. 역무원이 있는 유인역으로, 이른 아침과 야간에는 역무원이 퇴근하며 겨울철에는 당직 근무를 서기도 한다. 창구는 8시 45분부터 16시 정각까지 운영된다.

### 승강장
1, 2번 승강장 사이에는 중간 선로가 있으며, 주로 화물 열차의 대피선으로 사용된다. 하코다테 방면의 열차의 경우 주로 사와라 지선 방향에서 온 열차는 1번 승강장에서, 본선 방향에서 온 열차는 2번 승강장에서 발착하며, 3번 승강장에서 발착하는 열차가 평일 아침에 한 편 있다.
| 1 | ■ 하코다테 본선 | 고료카쿠 · 하코다테 방면                        |
| 2 | ■ 하코다테 본선 | (대피 열차 및 시종착 열차)                      |
| 3 | ■ 하코다테 본선 | 본선 오누마코엔 · 모리 · 오샤만베 방면          |
| 3 | ■ 하코다테 본선 | 사와라 지선 오시마사와라 · 모리 · 오샤만베 방면 |

## 역 주변
- 나나에 정사무소 오누마 출장소
- 신하코다테 농업 협동조합 오누마 지점
- 고누마 호

## 역사
- 1903년 6월 28일 - 홋카이도 철도의 오누마역으로 개업. 일반역.
- 1907년 7월 1일 - 홋카이도 철도 국유화.
- 1920년 6월 15일 - 이쿠사가와역(軍川駅)으로 개칭됨. 덧붙여, 기존에 있던 오누마 공원 임시승강장(大沼公園仮停車場)이 오누마 임시승강장(大沼仮停車場)으로 개칭됨.
- 1964년 6월 1일 - 오누마역으로 다시 개칭됨. 덧붙여 기존의 오누마역은 같은 해 5월 1일 오누마 공원역으로 복귀되었음.
- 1971년 10월 26일 - 화물 취급 폐지.
- 1984년 2월 1일 - 수하물 취급 폐지.
- 1987년 4월 1일 - 일본국유철도 분할 민영화로 홋카이도 여객철도가 계승.
- 2007년 10월 - 역 번호 부여. H68.

## 인접한 역
| 홋카이도 여객철도 하코다테 본선                    | 홋카이도 여객철도 하코다테 본선 | 홋카이도 여객철도 하코다테 본선 |
| -------------------------------------------------- | ------------------------------- | ------------------------------- |
| H69 니야마 하코다테 방면                           | ■ 하코다테 본선                 | H67 오누마코엔 오샤만베 방면    |
| 홋카이도 여객철도 하코다테 본선 본선 · 사와라 지선 |                                 |                                 |
| H69 니야마 하코다테 방면                           | ■ 하코다테 본선 사와라 지선     | N68 시카베 오샤만베 방면        |